# Punxsutawney
Punxsutawney é um distrito localizado no estado norte-americano de Pensilvânia, no Condado de Jefferson.

## Demografia
Segundo o censo norte-americano de 2000, a sua população era de 6 271 habitantes. Em 2006, foi estimada uma população de 6 073, um decréscimo de 198 (-3,2%).

## Geografia
De acordo com o United States Census Bureau tem uma área de 8,8 km², dos quais 8,8 km² cobertos por terra e 0,0 km² cobertos por água. Punxsutawney localiza-se a aproximadamente 383 m acima do nível do mar.

## Localidades na vizinhança
O diagrama seguinte representa as localidades num raio de 20 km ao redor de Punxsutawney.

## Festas
Na cidade celebra-se o Dia da Marmota todos os anos, no dia 2 de fevereiro, com uma atmosfera festiva de música e gastronomia. Phil de Punxsutawney é a mística marmota, tema central do festival.
Durante a cerimônia, que começa bem antes do nascer do sol de inverno, Phil emerge de sua casa temporária em Gobbler's Knob, localizado em uma área rural a um pouco mais de 3 quilômetros a leste da cidade. De acordo com a tradição, se Phil vê sua sombra e retorna para seu buraco, ele prevê mais seis semanas de inverno. Se Phil não vê sua sombra, ele prevê o início da primavera. A data de prognóstico de Phil é conhecido como o Dia da Marmota nos Estados Unidos e Canadá, e tem sido comemorada desde 1887.
O Phil e a cidade de Punxsutawney foram retratados no filme Feitiço do Tempo de 1993, todavia, a verdadeira cidade que aparece no filme é Woodstock em Illinois.